# Salvadori's nachtzwaluw
De Salvadori's nachtzwaluw (Caprimulgus pulchellus) is een vogel uit de familie van de nachtzwaluwen (Caprimulgidae). De Nederlandse naam is een eerbetoon aan
Tommaso Salvadori die deze vogel beschreef in 1879.

## Verspreiding en leefgebied
De broedgebieden van de Salvadori's nachtzwaluw liggen in het zuidelijk deel van het Barisangebergte (Sumatra) en op Java. Het leefgebied is montaan bos op een hoogte tussen 1.350 en 2.200 m boven de zeespiegel (op Java lager, tussen de 800 en 1.800 m).
De soort telt 2 ondersoorten:
- C. p. pulchellus: Sumatra.
- C. p. bartelsi: Java.

## Status
Dit leefgebied wordt bedreigd door houtkap en omzetting van bos in land voor agrarisch gebruik. De grootte van de populatie wordt (in 2012) geschat op 6 tot 15 duizend volwassen vogels. Vanwege dit lage aantal in combinatie met het inkrimpende leefgebied, staat deze nachtzwaluw als gevoelig (voor uitsterven) op de Rode Lijst van de IUCN.